# Uomini nella tempesta
Uomini nella tempesta (Menschen im Sturm) è un film del 1941 diretto da Fritz Peter Buch

## Trama
Vera è testimone della persecuzione della popolazione tedesca di Jugoslavia da parte delle milizie serbe e inizia a risvegliarsi in lei una certa coscienza etnica.
Quando il suo amico Alexander viene arrestato cede alle lusinghe del comandante serbo attratto da lei, Alexander riesce a fuggire ma lei viene arrestata.
Morirà in un tentativo di evasione ben felice della sua morte eroica.

## Produzione
Il film fu prodotto dalla Tobis Filmkunst.

## Distribuzione
Distribuito dalla Tobis-Filmverleih, uscì nelle sale cinematografiche tedesche il 19 dicembre 1941.